# Bookanabetta, Channarayapatna
Bookanabetta là một làng thuộc tehsil Channarayapatna, huyện Hassan, bang Karnataka, Ấn Độ.